# Giraldilla
Giraldilla ist der Name eines internationalen Badminton-Turniers, das als offene Meisterschaften von Kuba veranstaltet wird. Der Wettkampf wird seit 2000 jährlich ausgetragen und ist damit eine junge überregionale Badmintonmeisterschaft. Veranstalter ist der zum staatlichen Sportbund INDER gehörende nationale kubanische Badmintonverband („Federación Cubana de Badminton“) in Zusammenarbeit mit dem Kontinentalverband Badminton Pan Am.
Bis 2013 war das Turnier in der Kategorie „Future Series“ des Weltverbands Badminton World Federation (WBF) eingestuft. Ab der fünfzehnten Veranstaltung im März 2014 gehörte Giraldilla zur höherwertigen „International Series“, womit für den Turniersieg statt vorher 1700 nun 2500 Punkte für die Weltrangliste angerechnet wurden. Seit 2018 gehört das Turnier wieder zur „Future Series.“
Das Turnier ist nach dem inoffiziellen Wahrzeichen der Stadt Havanna benannt: „La Giraldilla“ ist die bronzene Wetterfahne in Frauengestalt über der ältesten Festung der Stadt, dem Castillo de la Real Fuerza. Bis auf XIII. Giraldilla 2012, das in Pinar del Río abgehalten wurde, ist Havanna die Austragungsstadt des Turniers.
Auch die XVI. Ausgabe fand im März 2015 in Havanna statt. Die Einschreibung der Teilnehmer erfolgt jeweils ausschließlich über die WBF. An die Spieler, die mindestens die Halbfinals erreichen, wird ein nach Rangfolge gestaffeltes Preisgeld von insgesamt aktuell 5000 US-Dollar ausgezahlt.

## Turniergewinner
| Saison    | Herreneinzel                    | Dameneinzel                 | Herrendoppel                                         | Damendoppel                                 | Mixed                                         |
| --------- | ------------------------------- | --------------------------- | ---------------------------------------------------- | ------------------------------------------- | --------------------------------------------- |
| 2000      | Richard Vaughan                 | Takako Ida                  | Keita Masuda Tadashi Ohtsuka                         | Satomi Igawa Hiroko Nagamine                | Norio Imai Chikako Nakayama                   |
| 2001      | Shoji Sato                      | Dayanis Álvarez             | Shoji Sato Sho Sasaki                                | Isaura Medina Yudielis Lazo                 | Óscar Pérez Yudielis Lazo                     |
| 2002      | Li Yong Ying                    | Dayanis Álvarez             | Christian Bernhard Cristiano Bevilacqua              | Dunia Bencomo Yudielis Lazo                 | Lázaro Yonier Jerez Dayanis Álvarez           |
| 2003      | Sho Sasaki                      | Xu Huaiwen                  | Wouter Claes Frédéric Mawet                          | Yoshiko Iwata Miyuki Tai                    | Takanori Aoki Miyuki Tai                      |
| 2004      | Yuichi Ikeda                    | Isaura Medina               | Yunier Álvarez Alexander Hernández                   | Leydi Edith Mora Isaura Medina              | Ilian Perez Solángel Guzmán                   |
| 2005      | Toby Honey                      | Agnese Allegrini            | José Antonio Crespo Nicolás Escartín                 | Helen Nichol Charmaine Reid                 | José Antonio Crespo Yoana Martínez            |
| 2006      | Pablo Abián                     | Agnese Allegrini            | Ilian Perez Lázaro Yonier                            | Solángel Guzmán Isuara Medina               | Yunier Álvarez Isuara Medina                  |
| 2007      | Pablo Abián                     | Agnese Allegrini            | Lenaic Luong Nabil Lasmari                           | Solángel Guzmán Leydi Edith Mora            | Klaus Raffeiner Agnese Allegrini              |
| 2008      | Yuhan Tan                       | Solángel Guzmán             | Alexander Hernández Osleni Guerrero                  | Solángel Guzmán Lisandra Suárez             | Osleni Guerrero Lisandra Suárez               |
| 2009      | Ari Trisnanto                   | Solángel Guzmán             | Rizki Yanu Kresnayandi Albert Saputra                | Solángel Guzmán Lisandra Suárez             | Alexander Hernández María L. Hernández        |
| 2010      | Osleni Guerrero                 | Anida Lestari               | Berry Angriawan Muhammad Ulinnuha                    | Hudiono Aurien Claudia Ni Made              | Berry Angriawan Claudia Ni Made               |
| 2011      | Arief Gifar Ramadhan            | Putri Muthia Restu Pangersa | Berry Angriawan Christopher Rusdianto                | Dwi Agustiawati Ayu Rahmasari               | Christopher Rusdianto Dwi Agustiawati         |
| 2012      | Osleni Guerrero                 | Cristina Aicardi            | Ernesto Reyes Ronald Toledo                          | Daniela Macías Luz María Zornoza            | Luis Camacho Johanny Quintero                 |
| 2013      | Osleni Guerrero                 | Camila García               | Jan Fröhlich Zdeněk Sváta                            | Camila García Dánica Nishimura              | Lino Muñoz Cynthia González                   |
| 2014      | Jan Fröhlich                    | Jeanine Cicognini           | Jonathan Solís Rodolfo Ramírez                       | Dánica Nishimura Luz María Zornoza          | Osleni Guerrero Tahimara Oropeza              |
| 2015      | Osleni Guerrero                 | Ebru Tunalı                 | Giovanni Greco Rosario Maddaloni                     | Cemre Fere Ebru Yazgan                      | Mario Cuba Katherine Winder                   |
| 2016      | Osleni Guerrero                 | Elisabeth Baldauf           | Leodannis Martínez Ernesto Reyes                     | Daniela Macías Luz María Zornoza            | David Obernosterer Elisabeth Baldauf          |
| 2017      | Osleni Guerrero                 | Laura Sárosi                | Osleni Guerrero Leodannis Martínez                   | Laura Sárosi Mariana Ugalde                 | Leodannis Martínez Tahimara Oropeza           |
| 2018      | Sheng Xiaodong                  | Crystal Pan                 | Osleni Guerrero Leodannis Martínez                   | Thalia Mengana Marrero Tahimara Oropeza     | Osleni Guerrero Adriana Artiz Ataury          |
| 2019      | Job Castillo                    | Jordan Hart                 | José Guevara Daniel La Torre                         | Daniela Macías Dánica Nishimura             | Mario Cuba Daniela Macías                     |
| 2020 2022 | nicht ausgetragen               | nicht ausgetragen           | nicht ausgetragen                                    | nicht ausgetragen                           | nicht ausgetragen                             |
| 2023      | Muhammad Halim As Sidiq         | Hristomira Popovska         | Koon Fung Kelvin Ho Samuel Ricketts                  | Taymara Oropesa Yeily Mari Ortiz Rodriguez  | Iliyan Stoynov Hristomira Popovska            |
| 2024      | Samuel Ricketts                 | Taymara Oropesa             | Yeison Esleiter Del Cid Alvarez Christopher Martínez | Diana Corleto Soto Mariana Isabel Paiz Quan | Christopher Martínez Mariana Isabel Paiz Quan |
| 2025      | Yeison Esleiter Del Cid Alvarez | Yasmine Hamza               | Jonathan Solís Christopher Martínez                  | Leyanis Contreras Cabeza Taymara Oropesa    | Christopher Martínez Diana Corleto Soto       |